# 美坪駅
美坪駅（ミピョンえき）は、かつて大韓民国全羅南道麗水市にあった韓国鉄道公社全羅線の駅である。

## 歴史
- 1930年12月25日：開業[1]。
- 2011年4月5日：廃止[2]。